# Cascades Wongalee
Les cascades de Wongalee, són unes cascades de 58-81 metres d'altura que pertanyen al rierol Freshwater Creek, declarades Patrimoni de la Humanitat per la UNESCO, situades a la regió del Far North de Queensland, Austràlia.
Les cascades formen part de les cascades Crystal, que es troben a prop del cap, aigües avall de les Cascades Milmilgee, al nord-oest de Cairns, a prop de Redlynch.